# No U-Turn
No U-Turn ist das dritte Studioalbum der gleichnamigen US-amerikanischen Adult-Oriented-Rock-Band 101 South, es erschien am 20. November 2009 in den Vereinigten Staaten, wie auch bei den beiden vorigen Alben, 101 South und Roll of the Dice waren mehrere Gastmusiker maßgeblich an dem Album beteiligt.

## Titelliste
1. When You're in Love – 4:23
2. All in the Game – 4:30
3. Lonely Heart – 4:07
4. What are You Gonna Do Anyway – 3:39
5. End of the Game – 4:32
6. From What You Know Now – 4:17
7. Yesterday Is Gone – 4:34
8. Take Me Home – 3:53
9. Don't Tell Me It's Over – 4:35
10. Blue Skies  [Feat.Chris Thompson] – 4:35

## Kritikerstimmen
- www.musikreviews.de 5/15 Punkten – 21. November 2009 – "No U Turn" ist durchaus ein handwerklich gut gemachtes AOR-(Pop)Rockalbum, das das Potenzial hat, im Radio hoch- und 'runtergespielt zu werden – wahlweise auch zur Aufmunterung im Fahrstuhl Deiner Arbeitsagentur. Wer auf glatt-polierten Mainstream Pop-"Rock" steht wird begeistert sein. Mir persönlich fehlen die Widerhaken, die Überraschungen, die Einzigartigkeiten. 101 SOUTH liefern hier gefälligen Durchschnitt ab – nicht mehr, nicht weniger, aber braucht man sowas ernsthaft? So'ne Grütze haut definitiv keinen vom Hocker, der an anspruchsvollem Rock interessiert ist..."[1]